# شب‌بوی صحرایی (سرده)
شب‌بوی صحرایی، باهوشا (نام علمی: Malcolmia) نام یک سرده از تیره شب‌بویان است.